# Neoskeloceras longistriatum
Neoskeloceras longistriatum är en stekelart som beskrevs av Kamijo 1960. Neoskeloceras longistriatum ingår i släktet Neoskeloceras och familjen puppglanssteklar. Inga underarter finns listade i Catalogue of Life.